# Platydesmus polydesmoides
Platydesmus polydesmoides är en mångfotingart som beskrevs av Lucas 1843. Platydesmus polydesmoides ingår i släktet Platydesmus och familjen Platydesmidae. Inga underarter finns listade i Catalogue of Life.